# Балашов, Дмитрий Михайлович
Дми́трий Миха́йлович Балашо́в (урожд. Эдвард Михайлович Гипси; 7 ноября 1927 или 7 декабря 1927, Ленинград — 17 июля 2000, Козынево, Новгородский район, Новгородская область, Россия) — русский советский писатель, филолог-русист и общественный деятель. Известен в первую очередь как автор художественных произведений о русском средневековье — романа «Марфа-посадница», цикла романов «Государи Московские».

## Биография
Настоящее имя Дмитрия Балашова — Эдвард Михайлович Гипси. Он родился в 1927 году в Ленинграде, в семье поэта-футуриста Михаила Михайловича Гипси (урождённого Кузнецова), игравшего в театре и в кино (сыграл, в частности, эпизодические роли в фильме «Девушка с далёкой реки» и «Чапаев»), и Анны Николаевны Гипси (урождённой Васильевой) — художницы по костюмам, в 1920-х годах работавшей в ленинградских театрах. Брат — Генрик Михайлович Гипси. Во время войны, Театр юных зрителей, где работали родители, эвакуировался на Урал, но семья Гипси осталась в городе. Михаил Михайлович Гипси дежурил на крыше здания театра, чтобы тушить немецкие зажигательные бомбы. Анна Николаевна работала воспитательницей в детском саду, куда смогла устроить детей, весной 1942 года мать и дети выехали в эвакуацию. М. М. Гипси умер 5 января 1942 года в больнице, разместившейся в бывшем Аничковом дворце. После войны, в 1956 году Анна Васильевна Гипси вышла замуж вторым браком за филолога А. Н. Егунова.
С 1942 по 1944 год находился в эвакуации в Алтайском крае. После возвращения в Ленинград после войны оба брата сменили имена: Эдвард взял имя Дмитрий, Генрик — имя Григорий, и взяли другую фамилию — Балашов.
Выпускник Ленинградского театрального института имени А. Н. Островского, кандидат филологических наук, писатель, фольклорист и историк.
В 1967—1971 годах учился в аспирантуре Института русской литературы (Пушкинский дом) АН СССР. В 1961—1968 годах работал в Институте литературы, языка и истории Карельского филиала АН СССР в Петрозаводске.
Балашов предпринял несколько экспедиций на Север и издал несколько научных сборников: «Народные баллады» (1963), «Русские свадебные песни» (1969), «Сказки Терского берега Белого моря» (1970) и др. В 1962 году Балашов принял участие в организации «Общества охраны памятников старины».
С 1972 по 1983 год Балашов жил в деревне Чеболакша на Онежском озере, с 1977 по 1984 год также и в Петрозаводске. После того, как его дом сгорел, он переехал в Великий Новгород.
К художественному творчеству Балашов обратился уже в зрелом возрасте. Первая повесть «Господин Великий Новгород», опубликованная в журнале «Молодая гвардия» в 1967 году, изображала жизнь новгородского общества XIII века пластично, зримо и достоверно, знакомила с духовным и бытовым укладом, языком новгородцев той поры. С этого момента, не оставляя научную работу, Балашов посвящает себя и литературному труду.
Талант исторического романиста проявился в романе «Марфа-посадница» (1972), охватывающем период с 1470 по 1478 год и посвящённом присоединению Новгорода к Московскому Великому княжеству. Опираясь на труды историка В. Л. Янина («Новгородские посадники» и др.), показал внутренний кризис новгородского вечевого устройства, трагический образ Марфы, пытающейся объединить силы в борьбе с Москвой. Целостное, исторически документальное воссоздание эпохи сочетается в романе с воплощением ярких, драматических характеров людей из разных сословий. Вместе с тем критика отмечала, что в романе «противоборство Москвы и Новгорода увидено лишь по-новгородски» (С. Котенко). Апология «воли», симпатии к новгородским еретикам XV века при явной антипатии к москвитянам и деятелям Православной церкви (в чём проявилось некоторое следование В. Л. Янину) в известной мере лишили роман «объективности и мудрого историзма» (С. Семанов).

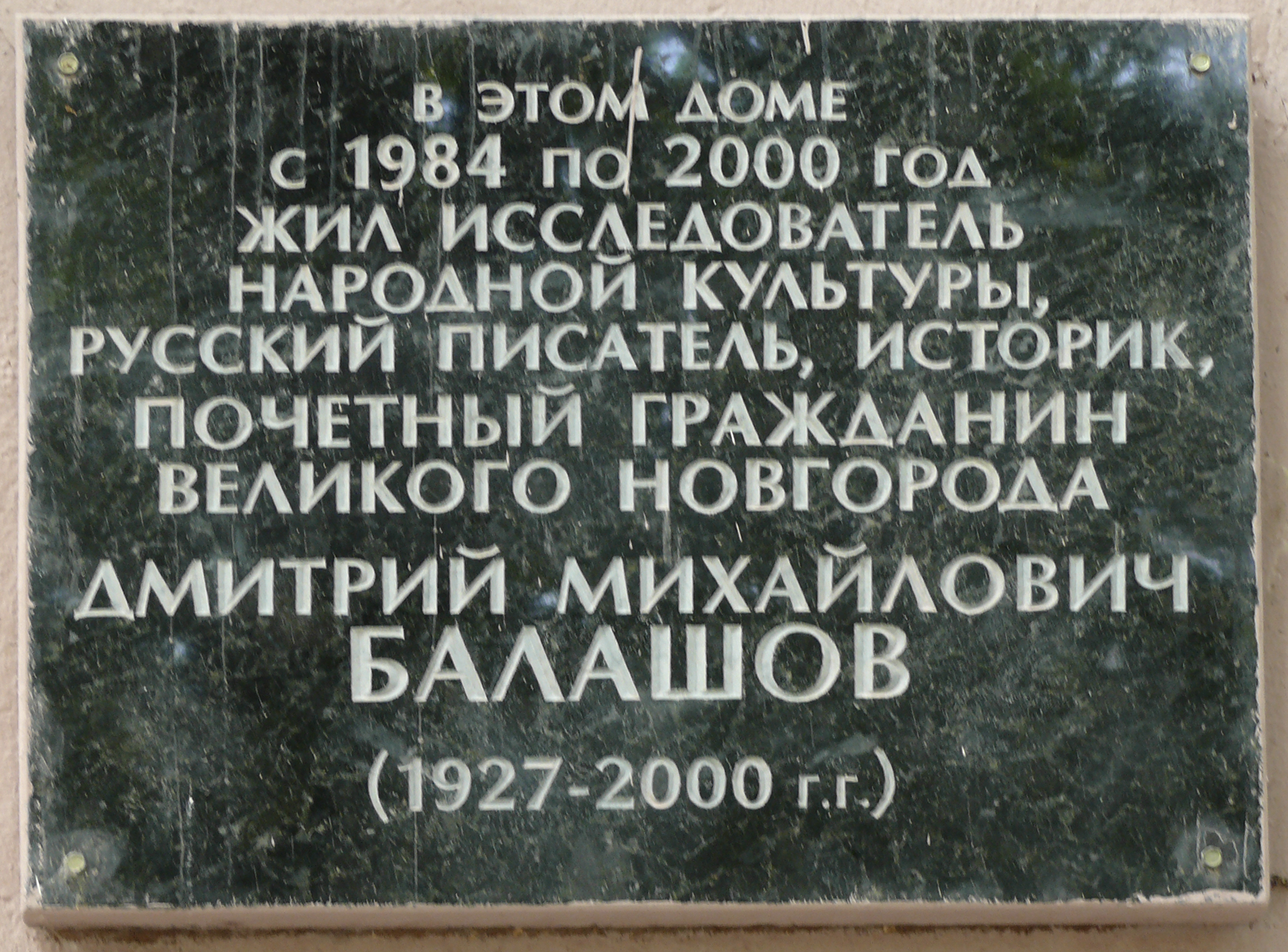
Мемориальная табличка на доме по улице Славной в Великом Новгороде

Главный труд Балашова-художника — цикл романов «Государи Московские», включающий в себя книги: «Младший сын» (1975), «Великий стол» (1979), «Бремя власти» (1981), «Симеон Гордый» (1983), «Ветер времени» (1987), «Отречение» (1989), «Святая Русь» (1991—1997), «Воля и власть» (2000), «Юрий» (неоконченный). Цикл представляет собой уникальную историческую хронику-эпопею, охватывающую период русской истории с 1263 года (кончина князя Александра Невского) до 1425 года. Именно в «Государях Московских» впервые в художественной литературе мир русского средневековья воссоздан с непревзойдённой степенью полноты, исторической достоверности и философской насыщенности. В нём погодно отражены основные исторические события, геополитическое положение Руси, жизнь главнейших княжеств, быт и нравы всех сословий, воплощены судьбы, облик и характер сотен исторических деятелей. Эту эпопею Балашов писал, опираясь на работы Л. Н. Гумилёва, вследствие чего, его проза получила более масштабное видение исторического развития Евразии в XIII—XV вв. по сравнению с произведениями новгородского цикла.

«Самодвижение характеров согласовано с верностью летописному факту. Концепция исторической вариативности опирается на свободу нравственного выбора».

17 июля 2000 года Дмитрий Балашов был убит у себя дома в деревне Козынево. Его труп, завёрнутый в рогожу, был найден перед домом. У Балашова была обнаружена травма головы и следы удушения. Похоронен на кладбище Зеленогорска под Санкт-Петербургом, рядом с матерью.

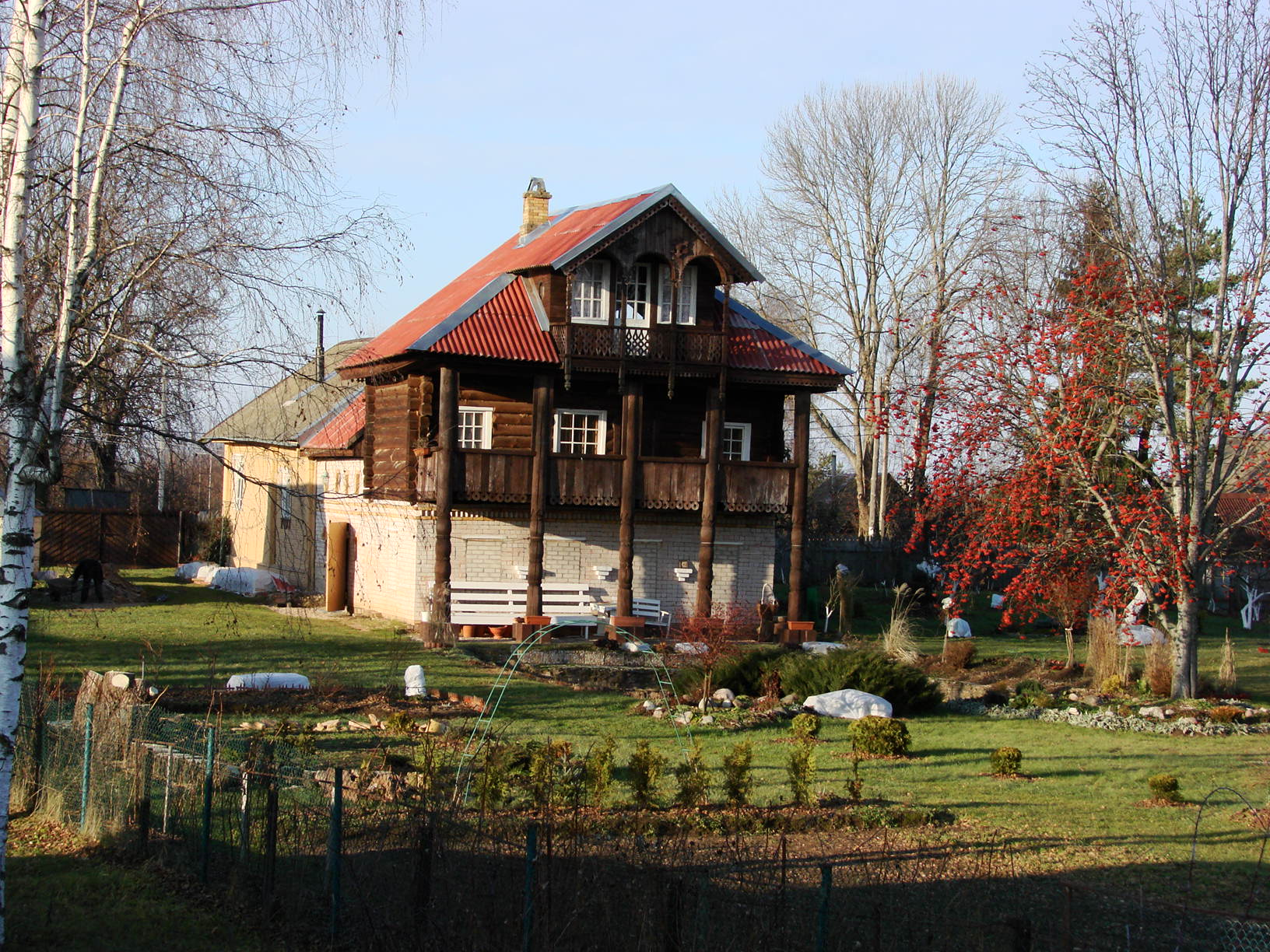
Дом писателя в Козыневе

В 2002 году суд признал виновными в преступлении ранее судимого жителя Новгорода Евгения Михайлова и сына писателя Арсения Балашова (за укрывательство убийства своего отца и угон его автомашины). 4 декабря 2003 года Михайлов был освобождён и полностью оправдан. Этот приговор был обжалован, 2 июня 2004 года Михайлова снова признали виновным в совершении убийства и приговорили к 14 годам заключения.
Арсению Балашову приговор 2002 года не пересматривался. После освобождения из заключения он сменил фамилию, имя и отчество.

## Награды и премии
- Заслуженный работник культуры РСФСР (11 марта 1988 года)
- Премия имени Л. Н. Толстого (1996)
- Большая литературная премия Союза писателей России (1997)

Почетные звания
- Почётный гражданин Великого Новгорода (19.05.1997)

### В кинематографе
В 1984 году 57-летний Дмитрий Балашов, к тому времени уже получивший широкую известность как исторический романист, сыграл роль второго плана в художественном фильме «Господин Великий Новгород» (о новгородских подпольщиках времён немецкой оккупации 1941—1944 годов). Это была первая и последняя роль писателя в кино.

### Список научных публикаций
- «Князь Дмитрий и его невеста Домна» // Русский фольклор. Вып. IV. М.—Л., 1959. С. 80—99.
- Из истории русской баллады («Молодец и королевна», «Худая жена — жена верная») // Русский фольклор. Вып. VI. М.—Л., 1961. С. 270—286.
- «Василий и Софья» (Баллада о гибели влюблённых) // Труды Карельского филиала Академии наук СССР. Вопросы литературы и народного творчества. Вып. 35. Петрозаводск, 1962. С. 92—106.
- Баллада о гибели оклеветанной жены // Русский фольклор. М.—Л., 1963. Вып. VIII. С. 132—143.
- История развития жанра русской баллады / ред. О. А. Петтинен. Петрозаводск: Карельское книжное издательство, 1966.
- Русские свадебные песни Терского берега Белого моря. Л., 1969. (в соавторстве с Ю. Е. Красовской).
- Сказки Терского берега Белого моря / Издание подготовил Д. М. Балашов. Л., 1970.
- Уникальная редакция былины о Дюке Степановиче // Русский фольклор. Вып. XII. Л., 1971. С. 230—237.
- Из истории русского былинного эпоса («Потык» и «Микула Селянинович») // Русский фольклор. Вып. XV. Л., 1975. С. 26—54.
- Русские народные баллады / Вступительная статья, подготовка текста и примечания Д. М. Балашова. М., 1983.
- Эпос и история (К проблеме взаимосвязи эпоса с исторической действительностью) // Русская литература. Историко-литературный журнал. № 4. Л., 1983. С. 103—112.
- Русская свадьба. М., 1985. (в соавторстве с Ю. И. Марченко, Н. И. Калмыковой).
- В какое время мы живём (беседуют Л. Н. Гумилёв и Д. М. Балашов) // Согласие. 1990. № 1. С. 3—19.
- Птичка — железный нос, деревянный хвост: сказки Терского берега / Запись и обраб. Д. М. Балашова. Мурманск: Мурманское книжное издательство, 1991.

### Историческая проза
Государи московские
- «Младший сын» — первая книга цикла «Государи московские». Рассказывает о борьбе за власть сыновей Александра Невского — Дмитрия и Андрея, об отношениях с Ордой, о начале усиления Московского княжества при младшем сыне Невского Данииле. ISBN 978-5-17-066439-9, ISBN 978-5-271-27578-4.
- «Великий стол» — вторая книга цикла «Государи московские». Рассказывает о противостоянии Москвы и Твери в первой четверти XIV века (1304—1327 гг.), трагическом и полном противоречий периоде в истории России, когда решалось, какой из этих центров станет объединителем Владимирской (позже — Московской) Руси. ISBN 978-5-17-058525-0, ISBN 978-5-17-058525-0, ISBN 978-5-271-23420-0, ISBN 978-985-16-7080-8.
- «Бремя власти» — об одном из важнейших периодов истории создания Московского государства — княжении Ивана Калиты. ISBN 5-17-029163-9, ISBN 5-271-12527-0, ISBN 5-9578-2517-4.
- «Симеон Гордый» — о времени правления Симеона Гордого
- «Ветер времени» — о жизнедеятельности митрополита Алексия и времени правления Ивана Ивановича (Красного).
- «Отречение» — о молодых годах князя Дмитрия Ивановича.
- «Святая Русь». Книга 1 «Степной пролог» — о годах княжения Дмитрия Донского и Куликовской битве.
- «Святая Русь». Книга 2 «Сергий Радонежский» — о Сергии Радонежском и исторических событиях 1380-х гг. (походе Тохтамыша на Москву, заключении Кревской унии и др.).
- «Святая Русь». Книга 3 «Вечер столетия» — об исторических событиях конца XIV века (отношениях Руси с Золотой Ордой, Великим княжеством Литовским и др.).
- «Воля и власть» — о княжении Василия I.
- «Юрий» (незаконченный роман)

Другие исторические произведения
- «Бальтазар Косса» — о папе римском Иоанне XXIII
- '«Господин Великий Новгород»' — о битве под Раковором между новгородцами и крестоносцами, стремившимися взять реванш за недавний разгром на Чудском озере.
- «Марфа-посадница» — о гибели Новгородской республики.
- «Похвала Сергию» — о Сергии Радонежском. ISBN 978-5-17-041404-8, ISBN 978-5-17-047605-3.

### Стихи
- 25 марта («Мне дожить: от татарских шатров до бугра»)[8]
- «Чёрт ли ладил мне быть героем»
- 1997 г. июнь («Седов», прибытие)
- Сколько («Над унылой тоской Паозерья»)
- Штауфен-Баден Вейлор («Здесь шведы замок жгли»)
- Венеция («Той Венеции невозвратимой не забыть!»)
- «Ещё не написаны книжки»[9]